# Frans Bouman
Franciscus Wilhelmus (Frans) Bouman (Den Bosch, 7 juni 1866 – aldaar, 10 december 1896) was een muziekpedagoog, violist, altist, organist en componist.
Hij was zoon van Gijsbert Willem Bouman en diens tweede vrouw Catharina van der Hagen. Een aantal kinderen uit dat huwelijk belandde in de muziek, zoals Antoon Bouman. Ook halfbroer Carel Bouman was muzikant.
Hij kreeg zijn opleiding aan de Utrechtse muziekschool van Richard Hol (compositie), Theodorus Leonardus van der Wurff (piano), Veerman (viool) en Bernard Zweers. In die klas van Hol zaten destijds ook Catharina van Rennes, Bernard Rehl, Johan Wagenaar en een zeer jonge Willem Mengelberg. Hij ging in 1885 les geven aan de muziekschool van zijn broer Leon C. Bouman in Den Bosch, was organist van de Sint-Catharinakerk daar en werd er leider van een liedertafel (Oefening en uitspanning). Hij werd geplaagd door een matige gezondheid.
Van zijn hand verscheen onder meer :
- Romance voor viool, uitgevoerd in Utrecht in 1882
- Die Hoffnung op tekst van Friedrich von Schiller, koorcompositie
- Gebet, 1889
- Vier liederen, opus 1, 1890 (An die Rose op tekst van Friedrich Hölderlin; An den Frühling op tekst van Schiller; Ein Röslein roth op tekst van Robert Burns en Am Flösse op tekst van Johann Wolfgang von Goethe), uitgegeven door Alsbach
- Sonate voor piano, opus 2
- Feestmarsch voor vereniging Laat ‘m maar los, 1892
- een opera getiteld Boete (alleen een onvolledig manuscript overleefde, 1896)
- een Concertouverture in c mineur, die uitgevoerd is in bijvoorbeeld Arnhem en Nijmegen, er zijn tevens uitvoeringen bekend in Antwerpen en een uitvoering door het Berliner Philharmoniker is bekend
- kamermuziek.

- International Standard Name Identifier: 0000 0003 9001 7369
- Nederlandse Thesaurus van Auteursnamen: 183448693
- Virtual International Authority File: 283563815
- WorldCat: E39PBJjCMPwJFH7P9fg9frqxXd